# Mad Cool Festival
Mad Cool Festival of korter gezegd Mad Cool is een muziekfestival dat sinds 2016 jaarlijks in Madrid, Spanje wordt gehouden. Het bevat voornamelijk pop-, rock- en indiemuziek, evenals verschillende dj's en elektronische muziekartiesten.
De festivals van 2016 en 2017 vonden plaats in de Caja Mágica. De organisatie verplaatste het festival vervolgens naar een openluchtruimte in Valdebebas. In 2024 werd er opnieuw een nieuwe locatie gekozen namelijk de Iberdrola Music in Madrid. Het festival vindt nu plaats van woensdag tot en met zaterdag. 

## Line-ups
Een overzicht van de hoofdacts van de voorbije jaren:
| Dag  | Data       | Hoofdacts |
| ---- | ---------- | --- |
| 2025 | 10-13 juli | Kings of Leon, Gracie Abrams, Iggy Pop, Weezer, Leon Bridges, The Wombats, Nine Inch Nails, Noah Kahan, Alanis Morissette, Benson Boone, Kaiser Chiefs, Olivia Rodrigo, Justice, Glass Animals, Thirty Seconds to Mars                                                                                            |
| 2024 | 10-13 juli | Dua Lipa, The Smashing Pumpkins, Nothing But Thieves, Tom Odell, Pearl Jam, Greta Van Fleet, Keane, Paul Kalkbrenner, Maneskin, Jessie Ware, Black Pumas, The Killers, Bring Me The Horizon, Avril Lavigne, The Kooks, Julia Sabaté                                                                               |
| 2023 | 6-8 juli   | Robbie Williams, Lizzo, The Offspring, Franz Ferdinard, Queens of the Stone Age, The Black Keys, Mumford & Sons, Sam Smith, Red Hot Chili Peppers, Years & Years, Liam Gallagher, The Prodigy |
| 2022 | 6-10 juli  | Metallica, Twenty One Pilots, Placebo, Imagine Dragons, The Killers, Muse, Kings of Leon, Florence and the Machine, The War on Drugs, Editors, Wolf Alice, YUNGBLUD, Deftones, Foals, London Grammar, Incubus, Haim, Nothing but Thieves, alt-J                                                                   |
| 2019 | 11-13 juli | Bring Me the Horizon, Rosalía, Lykke Li, Bon Iver, Vampire Weekend, The Chemical Brothers, Iggy Pop, The Cure, Prophets of Rage, The 1975, Years & Years, Gossip, Robyn |
| 2018 | 12-14 juli | Pearl Jam, Tame Impala, Kasabian, MGMT, Eels, Fleet Foxes, Arctic Monkeys, Jack White, Franz Ferdinand, Snow Patrol, Alice in Chains, At the Drive-In, Queens of the Stone Age, Depeche Mode, Nine Inch Nails, Dua Lipa, Wolf Alice, Jack Johnson, Underworld, Rag'n'Bone Man, Black Rebel Motorcycle Club, Kaleo |